# 盧律銘
盧律銘（1982年6月23日—），台灣音樂人，從事配樂創作以及樂曲編寫，是三金（金馬、金曲、金鐘）入圍者，也是金馬獎與金鐘獎得主。

## 生平
盧律銘，英國Kingston University Composing for Film and TV 系研究所畢業。2011年回台灣之後開始接觸音樂工作，初期接觸較多短片及廣告配樂製作，也有跨足劇場、流行歌曲、以及裝置地景音樂創作，後專注於電影長片配樂領域。編曲作品廣泛，曾參與多位歌手專輯編曲及製作。曾以許哲珮《搖擺電力公司》專輯之編曲《給提姆波頓先生的一封信》入圍第27屆金曲獎最佳編曲獎、及詹雯婷《融雪》專輯中的同名歌曲，入圍第33屆金曲獎最佳單曲製作人獎。
2012年創立電子樂團《棋盤上的空格》擔任programming以及創作主力，曾獲得第三屆金音創作獎最佳電音專輯《Quarrel》、第七屆金音創作獎最佳電音單曲《Enter Darkness》與最佳樂手。同時也是後搖滾樂團聲子蟲的吉他手，曾以《真面目》專輯入圍第34屆金曲獎最佳樂團獎。2023年則以個人身份接下金音創作獎主席一職。
2018年以電影《小美》入圍第55屆金馬獎最佳原創電影音樂及最佳原創電影歌曲。2019 年以電影《返校》入圍第56屆金馬獎最佳原創電影音樂，並以主題曲《光明之日》獲得最佳原創電影歌曲。2021 年以電影《瀑布》獲得獲得第 58 屆金馬獎最佳原創電影音樂獎。2023年以電影《疫起》及《周處除三害》同時入選第60屆金馬獎最佳原創電影音樂獎。

## 音樂作品

### 電影長片配樂
| 年份   | 片名           | 導演   | 備註   |
| ------ | -------------- | ------ | ------ |
| 2016年 | 接線員         | 盧謹明 |        |
| 2018年 | 小美           | 黃榮昇 |        |
| 2019年 | 返校           | 徐漢強 |        |
| 2019年 | 阿紫           | 吳郁瑩 | 紀錄片 |
| 2020年 | 消失的情人節   | 陳玉勳 |        |
| 2020年 | 腿             | 張耀升 |        |
| 2020年 | 無聲           | 柯貞年 |        |
| 2021年 | 瀑布           | 鍾孟宏 |        |
| 2021年 | 緝魂           | 程偉豪 |        |
| 2022年 | 流麻溝十五號   | 周美玲 |        |
| 2023年 | 疫起           | 林君陽 |        |
| 2023年 | 我的麻吉四個鬼 | 謝沛如 |        |
| 2023年 | 周處除三害     | 黃精甫 |        |
| 2023年 | 少男少女       | 許立達 |        |
| 2024年 | 鬼才之道       | 徐漢強 |        |

### 電影短片配樂
| 年份   | 片名           | 導演        | 備註                 |
| ------ | -------------- | ----------- | -------------------- |
| 2011年 | 一個人對話     | 廖明毅      | 主演為張惠妹和高英軒 |
| 2012年 | Dry            | Nic Wassell |                      |
| 2014年 | Koumiko        | Nic Wassell |                      |
| 2014年 | Aktion T4      | James Hills | 紀錄短片             |
| 2016年 | 情色小說       | 林孝謙      |                      |
| 2022年 | 命中註定那頭鵝 | 楊宥瑜      |                      |

### 電視節目配樂
| 年份   | 片名               | 導演           | 備註       |
| ------ | ------------------ | -------------- | ---------- |
| 2015年 | 剩女，真的？       | 周東彥         | 電視紀錄片 |
| 2016年 | 植劇場－天黑請閉眼 | 柯貞年         | 電視劇     |
| 2017年 | 告別               | 許立達         | 電視電影   |
| 2021年 | 四樓的天堂         | 陳芯宜、樓一安 | 電視劇     |
| 2023年 | 八尺門的辯護人     | 唐福睿         | 電視劇     |
| 2024年 | 茁劇場—非殺人小說  | 柯貞年         | 電視劇     |
| 2025年 | 我們與惡的距離II   | 林君陽         | 電視劇     |

### 唱片
| 年份   | 作品名                           | 作品名             | 歌手         | 備註                            |
| ------ | -------------------------------- | ------------------ | ------------ | ------------------------------- |
| 2012年 | 《Quarrel》                      | 製作人、作曲、編曲 | 棋盤上的空格 |                                 |
| 2014年 | 《innerSpace》                   | 製作人、作曲、編曲 | 棋盤上的空格 |                                 |
| 2015年 | 單曲《給提姆·波頓先生的一封信》  | 編曲               | 許哲珮       | 收錄在專輯《搖擺電力公司》      |
| 2015年 | 單曲《秋天的落葉跳了一支搖擺舞》 | 編曲               | 許哲珮       | 收錄在專輯《搖擺電力公司》      |
| 2015年 | 單曲《Castle Black》             | 製作人、作曲、編曲 | 棋盤上的空格 |                                 |
| 2017年 | 《remotion》                     | 製作人             | HH           |                                 |
| 2017年 | 《接線員》電影原聲帶             | 製作人、作曲、編曲 |              |                                 |
| 2017年 | 《天黑請閉眼》電影原聲帶         | 製作人、作曲、編曲 |              |                                 |
| 2018年 | 《小美》電影原聲帶               | 製作人、作曲、編曲 |              |                                 |
| 2019年 | 《返校》電影原聲帶               | 製作人、作曲、編曲 |              |                                 |
| 2019年 | 單曲《光明之日》                 | 製作人、作曲、編曲 | 雷光夏       |                                 |
| 2020年 | 《消失的情人節》電影原聲帶       | 製作人、作曲、編曲 |              |                                 |
| 2020年 | 《無聲》電影原聲帶               | 製作人、作曲、編曲 |              |                                 |
| 2021年 | 《緝魂》電影原聲帶               | 製作人、作曲、編曲 |              |                                 |
| 2021年 | 《瀑布》電影原聲帶               | 製作人、作曲、編曲 |              |                                 |
| 2021年 | 單曲《抉擇》(瀑布版)             | 製作人、編曲       | 陳珊妮       |                                 |
| 2022年 | 《流麻溝十五號》電影原聲帶       | 製作人、作曲、編曲 |              |                                 |
| 2022年 | 《真面目》                       | 製作人、編曲       | 聲子蟲       |                                 |
| 2022年 | 單曲《A Penguin in the Forest》  | 製作人、作曲、編曲 | 盧律銘       | 收錄在專輯《派樂黛G8 二元對立》 |
| 2022年 | 單曲《Human Error》              | 製作人、編曲       | TizzyBac     | 收錄在專輯《Human Error》       |
| 2023年 | 《我大盧思蒨》                   | 製作人、編曲       | 盧思蒨       |                                 |
| 2023年 | 《疫起》電影原聲帶               | 製作人、作曲、編曲 |              |                                 |
| 2023年 | 《是我的海》(疫起版)             | 製作人             | 蘇打綠       |                                 |
| 2023年 | 《我的麻吉四個鬼》電影原聲帶     | 製作人、作曲、編曲 |              |                                 |
| 2023年 | 電影《周處除三害》原聲帶         | 製作人、作曲、編曲 |              |                                 |
| 2024年 | 《鬼才知道》電影原聲帶           | 製作人、作曲、編曲 |              |                                 |
| 2025年 | 單曲《深度睡眠》                 | 製作人、編曲       | 林宥嘉       | 收錄在專輯《Apples of Thy Eye》 |

### 舞台劇配樂
| 年份   | 作品名               | 導演   | 備註 |
| ------ | -------------------- | ------ | ---- |
| 2014年 | 《我和我的午茶時光》 | 周東彥 |      |
| 2015年 | 《光年紀事》         | 周東彥 |      |

## 獎項紀錄
| 年份   | 獲提名                          | 獎項                               | 結果 |
| ------ | ------------------------------- | ---------------------------------- | ---- |
| 2012年 | 《Quarrel》                     | 第3屆金音創作獎最佳電音專輯        | 獲獎 |
| 2014年 | 《innerSpacel》                 | 第7屆金音創作獎最佳電音單曲        | 獲獎 |
| 2014年 | 《innerSpacel》                 | 第7屆金音創作獎最佳最佳樂手        | 獲獎 |
| 2016年 | 《給提姆波頓先生的一封信》編曲  | 第27屆金曲獎最佳編曲人獎           | 入圍 |
| 2017年 | 《植劇場－天黑請閉眼》          | 第52屆金鐘獎最佳音效獎             | 獲獎 |
| 2018年 | 《小美》                        | 第55屆金馬獎最佳原創電影音樂       | 入圍 |
| 2018年 | 《小美》                        | 第55屆金馬獎最佳原創電影歌曲       | 入圍 |
| 2018年 | 《小美》                        | 第30屆金曲獎演奏類最佳專輯製作人獎 | 入圍 |
| 2019年 | 《返校》                        | 第56屆金馬獎最佳原創電影音樂       | 入圍 |
| 2019年 | 《返校》                        | 第56屆金馬獎最佳原創電影歌曲       | 獲獎 |
| 2019年 | 《返校》                        | 2020年臺北電影獎最佳配樂           | 入圍 |
| 2020年 | 《返校》                        | 第31屆金曲獎最佳演奏錄音專輯獎     | 入圍 |
| 2020年 | 《返校》                        | 第31屆金曲獎演奏類最佳專輯製作人獎 | 入圍 |
| 2020年 | 《無聲》                        | 第57屆金馬獎最佳原創電影音樂       | 入圍 |
| 2020年 | 《無聲》                        | 2021年臺北電影獎最佳配樂           | 入圍 |
| 2020年 | 《消失的情人節》                | 第57屆金馬獎最佳原創電影歌曲       | 入圍 |
| 2020年 | 《腿》                          | 2021年臺北電影獎最佳配樂           | 獲獎 |
| 2021年 | 《瀑布》                        | 第58屆金馬獎最佳原創電影音樂       | 獲獎 |
| 2022年 | 詹雯婷〈融雪〉                  | 第33屆金曲獎最佳單曲製作人獎       | 入圍 |
| 2023年 | 聲子蟲《真面目》                | 第34屆金曲獎最佳樂團獎             | 入圍 |
| 2023年 | 《疫起》                        | 第25屆台北電影獎最佳配樂獎         | 入圍 |
| 2023年 | 《疫起》                        | 第60屆金馬獎最佳原創電影音樂       | 提名 |
| 2023年 | 《周處除三害》                  | 第60屆金馬獎最佳原創電影音樂       | 提名 |
| 2024年 | 《周處除三害》                  | 第26屆台北電影獎最佳配樂獎         | 提名 |
| 2024年 | 《我的麻吉4個鬼》（電影原聲帶） | 第35屆金曲獎最佳演奏錄音專輯獎     | 提名 |
| 2024年 | 《八尺門的辯護人》              | 第59屆金鐘獎戲劇配樂獎             | 獲獎 |
| 2024年 | 《茁劇場—非殺人小說》           | 第59屆金鐘獎戲劇配樂獎             | 提名 |
| 2024年 | 〈北方來的人〉《餘燼》          | 第61屆金馬獎最佳原創電影歌曲       | 提名 |
| 2024年 | 鬼才大Band《鬼才之道》          | 第61屆金馬獎最佳原創電影音樂       | 提名 |
| 2025年 | 《鬼才之道》                    | 第27屆台北電影獎最佳配樂獎         | 提名 |

## 外部連結
- 盧律銘在台灣電影網上的資料（繁體中文）